# Endrohr

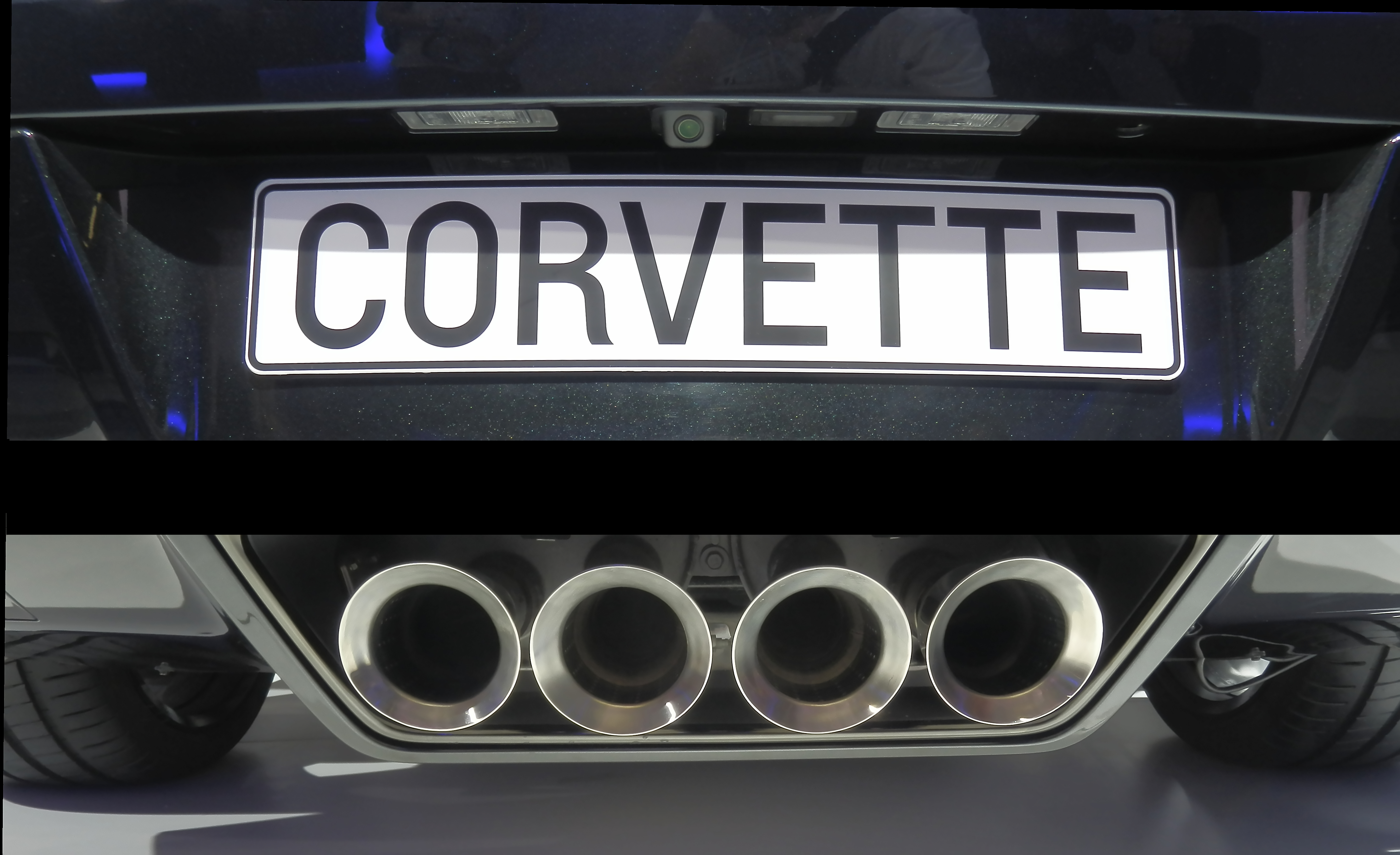
Die Corvette C7 verfügt über vier Endrohre, die mittig platziert sind.

Das Endrohr ist das Teil eines Auspuffs, der die Abgase vom Endschalldämpfer nach außen leitet. Er ist häufig das einzige von außen sichtbare Teil der Auspuffanlage. Manche Endschalldämpfer haben zwei Endrohre; manche Fahrzeuge haben zwecks optischer Symmetrie einen querliegenden Auspufftopf und jeweils ein Endrohr an der rechten und der linken hinteren Fahrzeugecke. 
Beim Fahrzeugtuning wird das Endrohr verändert (z. B. verchromt), mit einer Chromhülle umbaut, durch ein Endrohr mit größerem Durchmesser ersetzt und/oder durch ein Y-förmiges Endrohr ersetzt („Hosenrohr“). Früher dienten solche Veränderungen auch der Veränderung des Motorgeräuschs (tiefere Frequenzen, lauteres Geräusch); heute sind dem durch gesetzliche Vorgaben engere Grenzen gesetzt.
Mittlerweile gehen viele Autobauer dazu über, Auspuffblenden an Kraftfahrzeugen zu installieren, obwohl der Auspuff an diesen Blenden gar nicht endet. Die chinesische Marke Yema bringt solche Blenden sogar am Elektroauto EC60 an, obwohl Elektrofahrzeuge gar keinen Auspuff benötigen. Diese Blenden dienen ausschließlich der Optik. 

## Variationen
Das Endrohr kann in verschiedene Richtungen zeigen: 
- Bei Sportwagen zeigt das Endrohr meist durch eine dafür vorgesehene Aussparung im Heck der Autos gerade nach hinten.
- Bei Dieselfahrzeugen zeigen das oder die Endrohr(e) meist gekrümmt nach unten.
- Bei älteren Autos (z. B. dem Golf I) zeigt das Endrohr S-förmig zur Seite weg.
- Bei den meisten Traktoren und bei manchen LKW zeigt das Endrohr senkrecht nach oben.

## Doppelendrohr
- Duplex-Endrohr bezeichnet eine Auspuffanlage, die doppelseitig in symmetrischer Anordnung montiert wird.
- Beim sogenannten Fake-Endrohr ist ein Endrohr nicht an den Endschalldämpfer angeschlossen; es ist nur eine Attrappe.